# Liz Truss
Mary Elizabeth Truss (Oxford, Inglaterra, 26 de julio de 1975), conocida como Liz Truss, es una política británica que ejerció como primera ministra del Reino Unido y líder del Partido Conservador y Unionista entre septiembre y octubre de 2022, coincidiendo con la muerte de la reina Isabel II y el ascenso al trono de Carlos III. Fue miembro del Parlamento por South West Norfolk desde 2010 hasta su derrota en 2024, por el Partido Conservador. Ocupó varios puestos en el gabinete de los primeros ministros David Cameron, Theresa May y Boris Johnson. También se desempeñó como secretaria de Estado para Relaciones Exteriores de 2021 a 2022 y como ministra de la Mujer e Igualdad de 2019 a 2022. 
Anunció su dimisión como primera ministra del Reino Unido y como líder del Partido Conservador y Unionista el 20 de octubre del 2022, tras solo 44 y 45 días respectivamente en el poder, convirtiéndose en el primer ministro con menos tiempo en el cargo en toda la historia británica. Fue sucedida por Rishi Sunak
Truss asistió al Merton College, en Oxford, donde fue presidenta de la organización estudiantil de los Liberal Demócratas de la Universidad de Oxford. Se graduó de la universidad en 1996 y posteriormente se unió al Partido Conservador. Trabajó en ventas y como economista, y fue subdirectora del grupo de expertos Reforma, antes de convertirse en miembro del parlamento en las elecciones generales de 2010. Como parlamentaria, Truss pidió reformas en una serie de áreas políticas, incluido el cuidado de niños, la educación matemática y la economía. Fundó el Free Enterprise Group of Conservative MPs y fue autora o coautora de una serie de artículos y libros, incluidos After the Coalition (2011) y Britannia Unchained (2012).
Truss ocupó el cargo de subsecretaria de Estado Parlamentaria para el Cuidado Infantil y la Educación de 2012 a 2014, antes de ser nombrada miembro del Gabinete por el primer ministro David Cameron como secretaria de Estado de Medio Ambiente, Alimentación y Asuntos Rurales en la reorganización del gabinete de 2014. Aunque fue una partidaria destacada de la fallida campaña Britain Stronger in Europe para que el Reino Unido permaneciera en la Unión Europea en el referéndum de 2016, llegó a apoyar el brexit después del resultado.
Después de que Cameron renunciara en julio de 2016, Theresa May la nombró secretaria de Estado de Justicia y lord canciller, convirtiéndose en la segunda mujer lord canciller en los mil años de historia del cargo (después de Leonor de Provenza en 1253). Después de las elecciones generales de 2017, Truss fue nombrada secretaria en jefe del Tesoro. Tras la dimisión de Theresa May en 2019, Truss apoyó la exitosa apuesta de Boris Johnson para convertirse en líder conservador. Después de que Johnson fuera nombrado primer ministro, este designó a Truss como secretaria de Estado de Comercio Internacional y presidenta de la Junta de Comercio, antes de nombrarla ministra de Asuntos Exteriores en 2021, en sustitución de Dominic Raab. Truss fue nombrada negociadora principal del gobierno del Reino Unido con la Unión Europea y presidenta del Consejo de Asociación Unión Europea-Reino Unido el 19 de diciembre de 2021, sucediendo a Lord Frost.
Tras la renuncia de Johnson en medio de una crisis gubernamental, Truss ganó las elecciones de liderazgo del Partido Conservador de 2022 y se convirtió en primera ministra, siendo la tercera mujer en ocupar el cargo tras Margaret Thatcher y Theresa May, quienes al igual que Truss eran conservadoras. Truss fue la última de quince primeros ministros británicos que sirvieron bajo el reinado de Isabel II, quien falleció el 8 de septiembre de 2022, dos días después de nombrar a Truss como primera ministra. Truss renunció al cargo el 20 de octubre de 2022, haciéndola la primera ministra del Reino Unido con el mandato más corto en la historia del país. Ella finalmente entregaría el cargo de primer ministro a Sunak después de este ser elegido como el nuevo líder del Partido Conservador.

## Primeros años
Mary Elizabeth Truss nació el 26 de julio de 1975 en Oxford, Inglaterra, hija de John Kenneth Truss y Priscilla Truss (de soltera Grasby). Tiene tres hermanos menores, Chris, Patrick y Francis. Desde temprana edad, ha sido conocida por su segundo nombre. Su padre es profesor emérito de matemáticas puras en la Universidad de Leeds mientras que su madre era enfermera, maestra y miembro de la Campaña por el Desarme Nuclear. Truss ha descrito a sus padres como "a la izquierda del laborismo". Cuando Truss más tarde se presentó a las elecciones al Parlamento como conservadora, su madre accedió a hacer campaña por ella, mientras que su padre se negó a hacerlo.
La familia se mudó a Paisley, Renfrewshire, en Escocia cuando ella tenía cuatro años, viviendo allí desde 1979 hasta 1985, con Truss asistiendo a la escuela primaria West. Luego asistió a la escuela Roundhay, en el área de Roundhay de Leeds, una escuela que más tarde afirmó que había "defraudado" a los niños. A los doce años, pasó un año en Burnaby, Columbia Británica, donde asistió a la Escuela Primaria Parkcrest mientras su padre enseñaba en la Universidad Simon Fraser. Truss ha elogiado el plan de estudios coherente y la actitud canadiense de que fue "muy bueno ser el primero de la clase", que contrasta con su educación en la escuela Roundhay. Truss fue recordada por sus compañeros adolescentes como una chica estudiosa con amigos "geeky". Según los informes, tenía interés en temas sociales como la falta de vivienda. Estudió filosofía, política y economía en Merton College, Oxford, y se graduó en 1996.
Truss participó activamente en los Demócratas Liberales. Fue presidenta de los Demócratas Liberales de la Universidad de Oxford y miembro del comité ejecutivo nacional del ala juvenil de los Demócratas Liberales. Durante su tiempo como liberal demócrata, Truss apoyó la legalización del cannabis y la abolición de la monarquía, e hizo campaña contra la Ley de justicia penal y orden público de 1994.
Truss se unió al Partido Conservador en 1996.

### Carrera profesional
De 1996 a 2000, Truss trabajó para Shell, tiempo durante el cual obtuvo el título de Contadora Administrativa Colegiada en 1999. En 2000, Truss fue empleada por Cable & Wireless, donde ascendió a directora económica antes de irse en 2005.
Después de perder sus dos primeras elecciones, Truss se convirtió en subdirectora a tiempo completo de Reform –un grupo de expertos– en enero de 2008, donde abogó por estándares académicos más rigurosos en las escuelas, un mayor enfoque en la lucha contra el crimen organizado y serio, y una acción urgente para hacer frente a la caída de la competitividad de Gran Bretaña. Es coautora de The Value of Mathematics, Fit for Purpose, A New Level, y Back To Black: Budget 2009 Paper, entre otros informes.

## Carrera política
Truss se desempeñó como presidenta de la Asociación Conservadora de Lewisham Deptford de 1998 a 2000. Truss disputó sin éxito las elecciones del Ayuntamiento de Greenwich London en 1998 (para el distrito de Vanbrugh) y 2002 (en Blackheath Westcombe). El 4 de mayo de 2006, fue elegida concejala de Eltham South en las elecciones de 2006 del Ayuntamiento de Greenwich London. Truss no buscó la reelección para el consejo el 6 de mayo de 2010; las elecciones generales de 2010 se anunciaron el 6 de abril de 2010, la disolución del parlamento el 12 de abril de 2010 y el último día para presentar los documentos de nominación del diputado el 20 de abril de 2010.

### Elecciones parlamentarias
En las elecciones generales de 2001, Truss se presentó al distrito electoral de Hemsworth en West Yorkshire, un asiento seguro para el Partido Laborista. Ocupó un distante segundo lugar, pero aumentó el voto conservador en un 3,2%. Antes de las elecciones generales de 2005, la candidata parlamentaria de Calder Valley, Sue Catling, fue presionada para renunciar por la Asociación Conservadora local, después de lo cual Truss fue seleccionada para luchar por el escaño, que también se encuentra en West Yorkshire. Truss perdió por poco las elecciones ante el titular del Partido Laborista.
Bajo David Cameron como líder conservador, Truss se agregó a la "Lista A" del partido. En octubre de 2009, fue seleccionada para el escaño del suroeste de Norfolk por miembros de la Asociación Conservadora del distrito electoral. Obtuvo más del 50 % de los votos en la primera ronda de la final contra otros cinco candidatos. Poco después de su selección, algunos miembros de la asociación electoral se opusieron a la selección de Truss, debido a que ella no declaró una relación anterior con el parlamentario conservador casado Mark Field. Se propuso una moción para dar por terminada la candidatura de Truss, pero fue rechazada por 132 votos contra 37 en una reunión general de los miembros de la asociación tres semanas después.

## Carrera parlamentaria
Tras su elección a la Cámara de los Comunes el 6 de mayo de 2010, Truss hizo campaña por cuestiones que incluían la retención de la base RAF Tornado en RAF Marham en su distrito electoral; durante siete meses hizo 13 preguntas en los Comunes sobre RAF Marham, aseguró un debate especial sobre el tema, escribió docenas de cartas a los ministros y recogió firmas en una petición que se entregó a Downing Street. Desde el comienzo de su carrera parlamentaria, también presionó por la duplicación de la A11 al oeste de Thetford; la obra se completó en 2014. "Con la vista puesta en Thetford Forest, en su distrito electoral, se pronunció en contra de la propuesta de vender bosques" y desempeñó "un papel destacado" en la prevención de la construcción de un incinerador de residuos en King's Lynn. Su trabajo para hacer campaña para mejorar el diseño de los cruces de carreteras en su circunscripción, en particular la A47, la llevó a ser nombrada Parlamentaria del mes de seguridad vial por la organización benéfica de seguridad vial Brake en enero de 2013.
En marzo de 2011, Truss escribió un artículo para el grupo de expertos liberal CentreForum en el que abogaba por el fin del sesgo contra las materias académicas serias en el sistema educativo para que se pueda mejorar la movilidad social. Truss escribió otro artículo para el mismo grupo de expertos en mayo de 2012, en el que abogaba por un cambio en la estructura del mercado del cuidado infantil en Gran Bretaña.
En octubre de 2011, Truss fundó Free Enterprise Group, que ha recibido el apoyo de más de 40 diputados conservadores. En septiembre de 2011, junto con otros cuatro miembros del Free Enterprise Group, fue coautora de After the Coalition, un libro que buscaba desafiar el consenso de que el declive económico de Gran Bretaña es inevitable al defender el regreso de una cultura más empresarial y meritocrática.
Britannia Unchained fue publicado el 13 de septiembre de 2012 por los mismos autores mencionados anteriormente. En el Capítulo 4, que se llama "Ética laboral" (página 61), el libro afirma: "Una vez que ingresan al lugar de trabajo, los británicos se encuentran entre los peores ociosos del mundo. Trabajamos entre las horas más bajas, nos jubilamos temprano y nuestra productividad es pobre". Durante un debate de liderazgo de la BBC en julio de 2022, Truss dijo que cada uno de los autores había escrito un capítulo diferente del libro y que Dominic Raab había escrito el capítulo 4 que contiene esas afirmaciones. Raab comentó más tarde que los autores habían asumido la "responsabilidad colectiva" del libro. Como parte de una serialización en The Daily Telegraph, Truss escribió un artículo que muestra una vista previa de Britannia Unchained. El libro fue promocionado por sus editores como el trabajo de "las estrellas en ascenso del Partido Conservador".
Truss ha defendido a Gran Bretaña siguiendo el ejemplo de Alemania al permitir que las personas tengan "miniempleos" libres de impuestos y menos regulados. Desde que Truss publicó un documento sobre la política del Free Enterprise Group en febrero de 2012, el Tesoro ha examinado la política como una política para promover el crecimiento.
Truss ha hecho campaña para mejorar la enseñanza de materias escolares más rigurosas, especialmente matemáticas. Ella señaló en 2012 que solo el 20% de los estudiantes británicos estudiaron matemáticas hasta los 18 años, y pidió que las clases de matemáticas sean obligatorias para todos aquellos en educación a tiempo completo. La propia Truss estudió matemáticas y más matemáticas en el nivel A. Ella argumentó en 2011 que a los alumnos de escuelas integrales se les estaban "vendiendo mal" materias fáciles y de bajo valor para mejorar los resultados escolares: los alumnos de escuelas integrales tenían seis veces más probabilidades de realizar estudios de medios en el nivel A que los alumnos de educación privada. Truss también criticó la dependencia excesiva de las calculadoras en detrimento de la aritmética mental.
Desde marzo de 2011, fue miembro del Comité Selecto de Justicia, permaneciendo en el comité hasta su nombramiento como ministra de gobierno.
En febrero de 2023, Truss publicó un ensayo en el Sunday Telegraph anunciado por los medios como el relanzamiento de su carrera política tras su defenestración del 2022. El Financial Times le dedicó un fisking.

## Carrera ministerial
El 4 de septiembre de 2012, Truss fue nombrada subsecretaria de Estado Parlamentario en el Departamento de Educación, con la responsabilidad de cuidado infantil y aprendizaje temprano, evaluación, calificaciones y reforma curricular, comportamiento y asistencia, y revisión de alimentos escolares. En este cargo, desarrolló algunas de las áreas de política que había perseguido como miembro del parlamento.
En enero de 2013, anunció propuestas para reformar los A-Levels, concentrando los exámenes al final de los cursos de dos años. Trató de mejorar los estándares británicos en matemáticas por temor a que los niños se quedaran atrás con respecto a los de los países asiáticos, y dirigió una visita de investigación a escuelas y centros de formación de profesores en Shanghái en febrero de 2014 para ver cómo los niños se han convertido en los mejores. mejor del mundo en matemáticas.
Truss también describió planes para reformar el cuidado de niños en Inglaterra, que revisaría las calificaciones de cuidado de niños y aumentaría la cantidad máxima de niños en relación con los adultos en un establecimiento de cuidado, con la intención de ampliar la disponibilidad de cuidado de niños junto con el aumento de salarios y calificaciones entre el personal. Las reformas propuestas fueron bien recibidas por algunas organizaciones como la organización benéfica 4Children, la Confederación de la Industria Británica y el West Anglia College. Sin embargo, las propuestas encontraron la oposición de otros. La secretaria general de TUC, Frances O'Grady, y el entonces secretario de Educación en la sombra, Stephen Twigg, se encontraban entre los que criticaron las reformas, y algunos padres y organismos de cuidado infantil se hicieron eco de ellos, como la organización benéfica National Day Nurseries Association.
Los aspectos de las reformas relacionadas con la relajación de las proporciones de cuidado infantil fueron bloqueados por el vice primer ministro Nick Clegg.

### Secretaria de Medio Ambiente

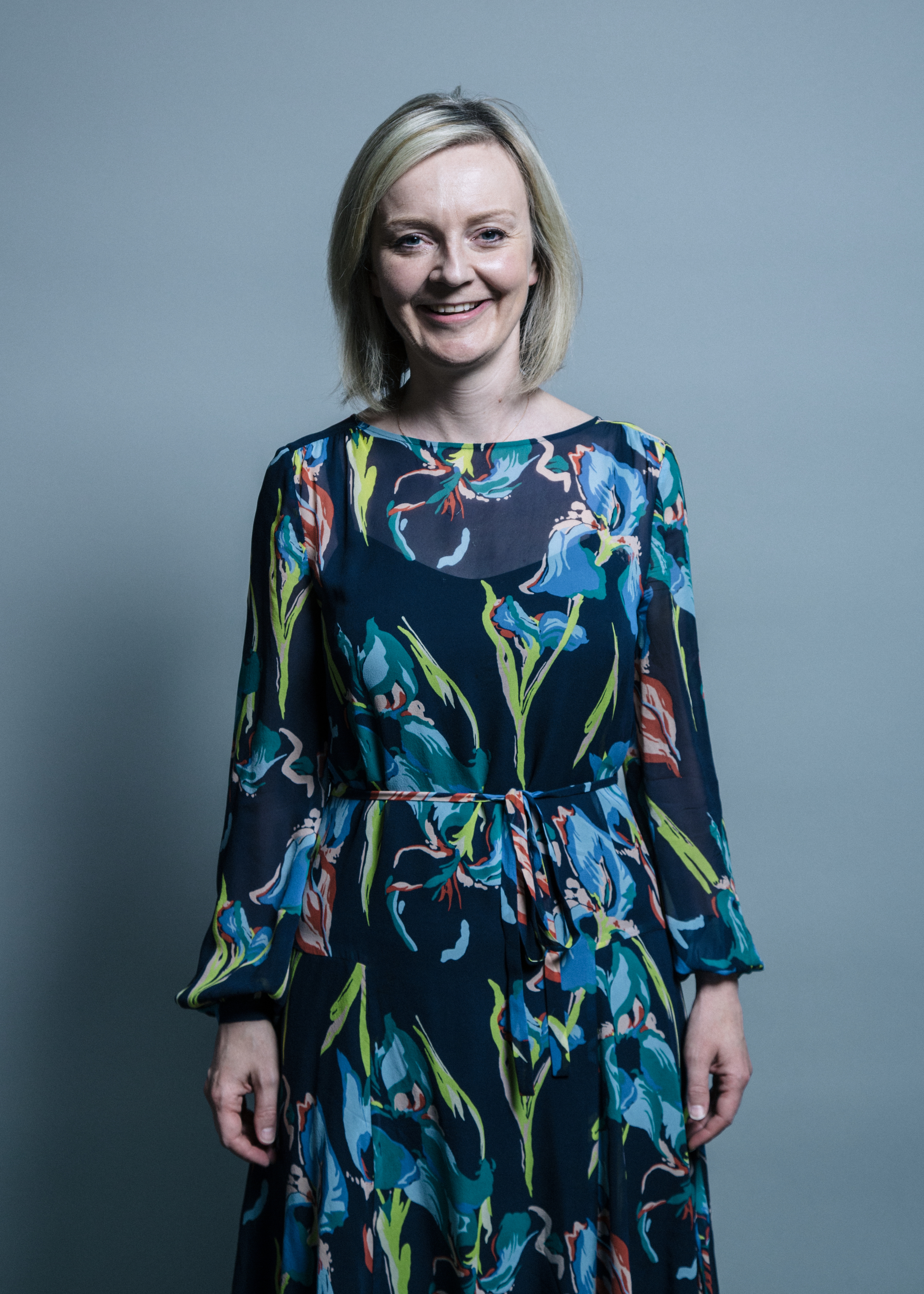
Retrato oficial, 2017

En una reorganización del gabinete del 15 de julio de 2014, Truss fue nombrada secretaria de Estado de Medio Ambiente, Alimentación y Asuntos Rurales, en sustitución de Owen Paterson. En aparente contraste con su predecesora, Truss declaró que creía plenamente que el cambio climático está ocurriendo, y que "los seres humanos han contribuido a eso".
En noviembre de 2014, Truss lanzó una nueva estrategia de abejas y polinizadores de 10 años para tratar de revertir la tendencia a la caída de las poblaciones de abejas, incluida una estrategia para revivir los prados tradicionales que proporcionan el hábitat más fértil para los polinizadores. En julio de 2015, aprobó el levantamiento temporal limitado de una prohibición de la UE sobre el uso de dos pesticidas neonicotinoides, lo que permitió su uso durante 120 días en aproximadamente el 5% de los cultivos de colza de Inglaterra para protegerse del escarabajo pulga del tallo del repollo; Los activistas han advertido que se ha demostrado que los pesticidas dañan a las abejas al dañar su reconocida capacidad para regresar a casa.
Truss recortó los subsidios de los contribuyentes para paneles solares en tierras agrícolas, ya que su opinión era que la tierra podría usarse mejor para cultivar alimentos y vegetales. Describió la agricultura y la alimentación como "focos de innovación" y promovió la producción y exportación de alimentos británicos, incluidos el queso, las tartas de cerdo y las manzanas.
En marzo de 2015, fue una de los dos únicos ministros del gabinete que votó en contra de las propuestas del gobierno de introducir un empaquetado sencillo para los cigarrillos, en lo que técnicamente fue una votación libre.

### Secretaria de Justicia
El 14 de julio de 2016, Truss fue nombrada secretaria de Estado de Justicia y lord canciller en el primer período de Theresa May. Truss se convirtió en la primera mujer en ocupar estos cargos. La decisión de nombrarla fue criticada por el entonces ministro de Estado de Justicia Lord Faulks, quien dimitió del gobierno, cuestionando si iba a tener la influencia para poder plantarle cara al primer ministro cuando fuera necesario, en nombre de los jueces. La propia Truss dijo que él no la contactó antes de hacer públicas sus críticas, y que ella nunca lo había conocido ni hablado con él.

### Secretaria Jefe del Tesoro
El 11 de junio de 2017, luego de las elecciones generales, Truss fue trasladada al puesto de secretaria en jefe del Tesoro, asistiendo al gabinete pero no como miembro de pleno derecho, en lo que algunos consideraron una degradación.
En 2019, Truss declaró que podría ser candidata a la dirección del Partido Conservador para suceder a May. Sin embargo, finalmente decidió no presentarse y respaldó a Boris Johnson.

### Secretaria de Comercio Internacional
Después de que Boris Johnson se convirtiera en primer ministro, se pensó que Truss sería nombrada canciller del Tesoro o secretaria de Negocios, pero en cambio fue ascendida al cargo de secretaria de Estado de Comercio Internacional y presidenta de la Junta de Comercio, sucediendo a Liam Fox. Tras la renuncia de Amber Rudd, Truss fue nombrada además ministra de Mujeres e Igualdad.
Encargada del comercio internacional, autorizó la venta de material militar a Rusia por valor de 289 millones de libras esterlinas en pocos meses, lo que se le reprochará tras el inicio de la guerra contra Ucrania en 2022. También autorizó la venta de armas a Arabia Saudita a pesar de la guerra en Yemen.

### Secretaria de Relaciones Exteriores

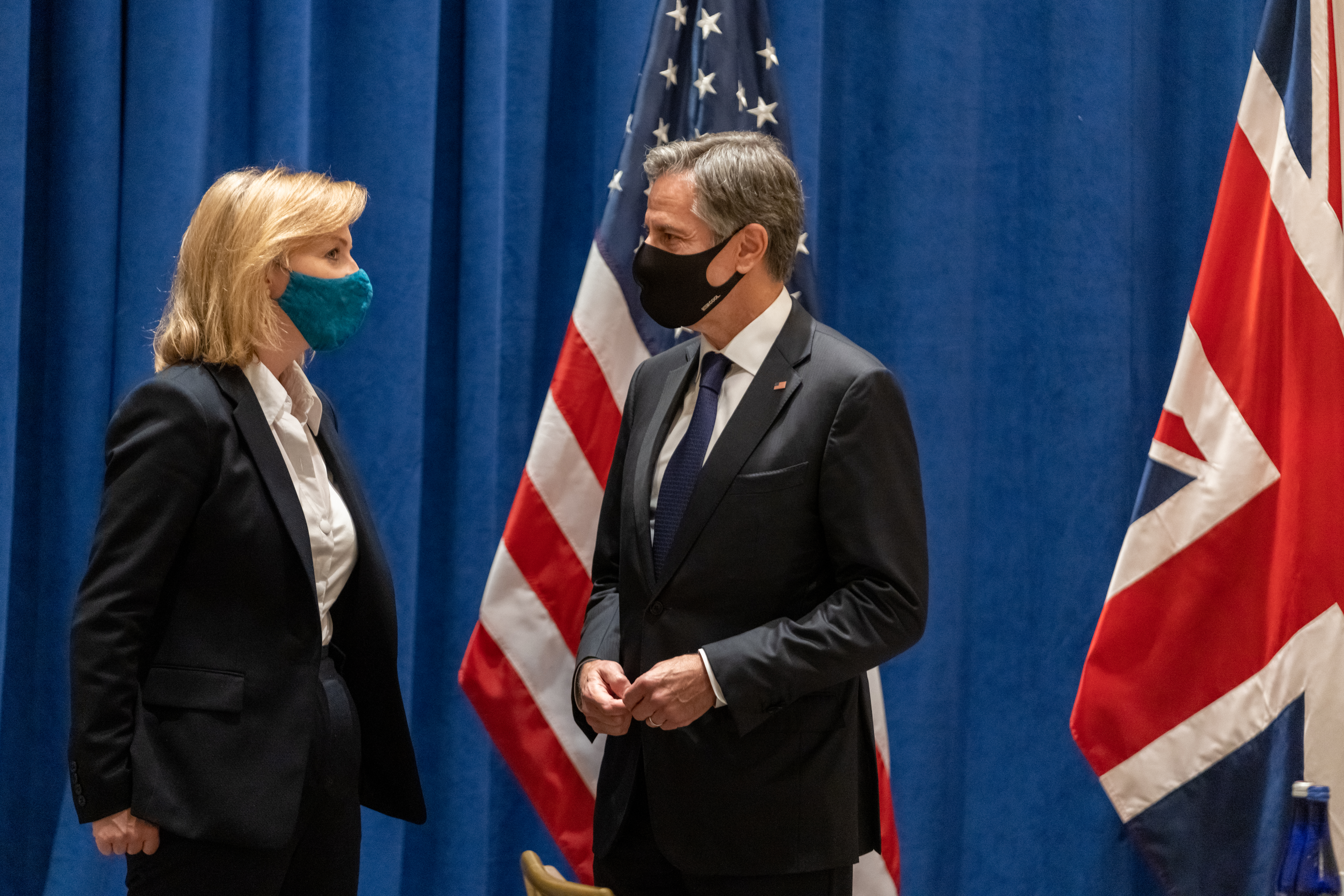
Truss con el secretario de Estado de EE. UU., Antony Blinken, el 20 de septiembre de 2021

El 15 de septiembre de 2021, durante una reorganización del gabinete, Boris Johnson ascendió a Truss de Secretaria de Comercio Internacional a secretaria de Relaciones Exteriores, reemplazando a Dominic Raab. Es la segunda mujer que ha ocupado el cargo de secretaria de Relaciones Exteriores, después de Margaret Beckett, y la primera mujer del Partido Conservador en ocupar el cargo.
En la Conferencia de las Naciones Unidas sobre el Cambio Climático de 2021 en Glasgow, dijo que Francia había actuado de manera inaceptable durante la disputa por la pesca en Jersey.
En octubre de 2021, pidió a Rusia que interviniera en la crisis fronteriza entre Bielorrusia y la Unión Europea. En noviembre de 2021, Truss y su homólogo israelí, Yair Lapid, anunciaron un nuevo acuerdo de una década que tiene como objetivo evitar que Irán desarrolle armas nucleares. En diciembre de 2021, se reunió con Sergey Lavrov en Estocolmo e instó a Rusia a buscar la paz en Ucrania. Más tarde pronunció un discurso de apertura sobre política exterior en Chatham House. Ella ha mencionado que quiere una "relación comercial y de inversión más estrecha" con el Consejo de Cooperación del Golfo, que incluye a Arabia Saudita y Catar.
Truss fue nombrada en diciembre de 2021 jefe negociador del gobierno con la UE, tras la dimisión de Lord Frost. El 30 de enero de 2022, le dijo al programa Sunday Morning de la BBC que "estamos suministrando y ofreciendo apoyo adicional a nuestros aliados bálticos en el mar Negro, además de suministrar armas defensivas a los ucranianos". Esto fue objeto de polémica, ya que los estados bálticos están ubicados en el mar Báltico o cerca de él y no en el Mar Negro, que está a 700 millas del Báltico. Su viaje programado a Ucrania se canceló después de que dio positivo por COVID-19 el 31 de enero de 2022.
El 10 de febrero de 2022, Truss se reunió con su homólogo ruso Serguéi Lavrov. En el contexto de las tensiones entre Rusia y Occidente por la acumulación de tropas rusas cerca de la frontera entre Rusia y Ucrania, las conversaciones entre los dos ministros de Relaciones Exteriores se describieron como "difíciles". Lavrov describió la discusión como "como la conversación de un mudo y un sordo". Desestimó las "demandas de retirar las tropas rusas del territorio ruso" como "lamentables" y le preguntó a Truss si reconocía la soberanía de Rusia sobre las regiones de Vorónezh y Rostov, dos provincias rusas donde están desplegadas las tropas rusas. Ella pensó erróneamente que Lavrov se refería a áreas de Ucrania y respondió que "el Reino Unido nunca reconocerá la soberanía rusa sobre estas regiones". Más tarde ese día, el Ministerio de Relaciones Exteriores preparó una legislación para permitir más sanciones a organizaciones e individuos rusos. El 21 de febrero de 2022, Truss condenó el reconocimiento diplomático de Rusia de dos repúblicas separatistas autoproclamadas en Dombás. También afirmó que el gobierno británico anunciará nuevas sanciones contra Rusia.
El 27 de febrero de 2022, en una entrevista en la televisión de la BBC, se le preguntó a Truss si apoyaba a alguien que se ofreciera como voluntario para viajar a Ucrania para ayudar en su defensa contra la invasión rusa y respondió "absolutamente". Más tarde fue criticada por otros parlamentarios conservadores que dijeron que tal acción sería ilegal según la Ley de Alistamiento Extranjero de 1870. El portavoz de Boris Johnson afirmó que los ciudadanos británicos no deberían viajar a Ucrania. Después de que el ejército ruso fuera puesto en alerta máxima el 27 de febrero, los funcionarios rusos dijeron que era en respuesta a los comentarios de Truss. Dijo que era necesario "trabajar con todos nuestros aliados en todo el mundo", incluida Arabia Saudita, para que el Reino Unido ya no sea "dependiente" de Rusia para el petróleo y el gas natural. El 27 de abril de 2022, Truss dijo que los aliados occidentales, incluido el Reino Unido, deben "redoblarse" y "seguir avanzando más y más rápido" para "expulsar a Rusia de toda Ucrania", incluida Crimea.

### Elecciones de liderazgo del Partido Conservador de 2022

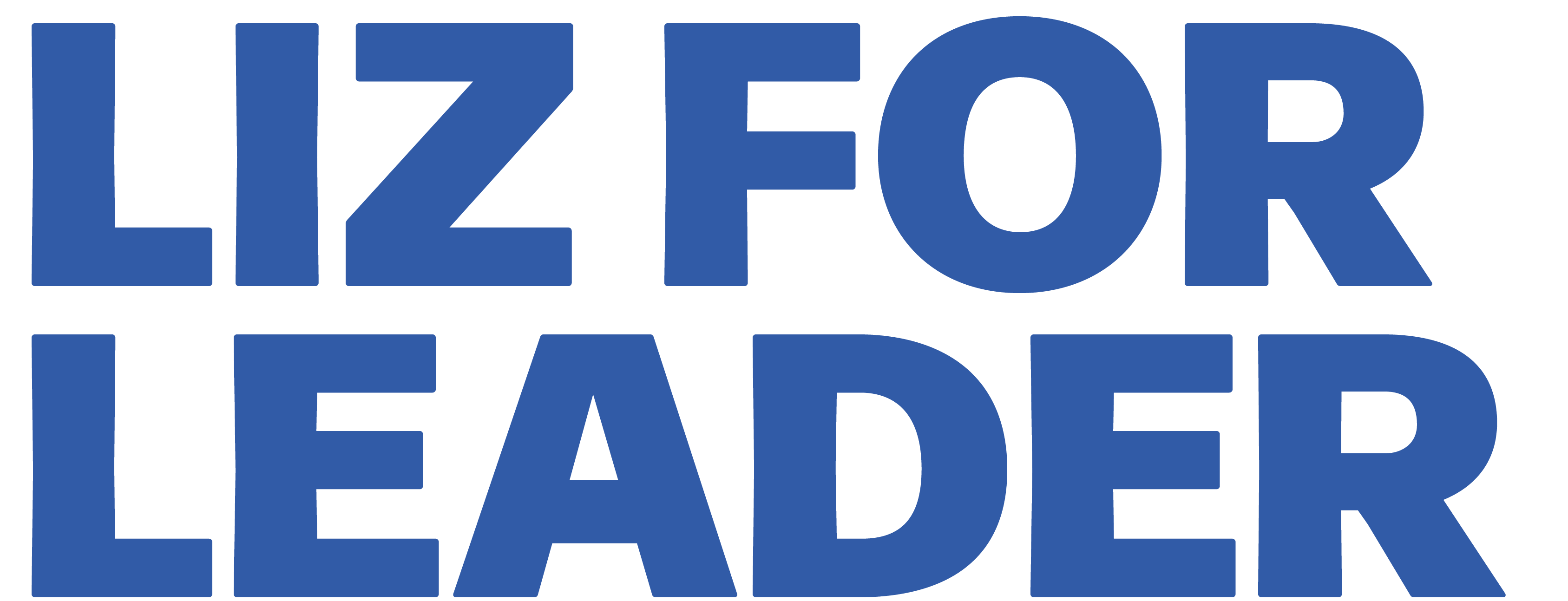
Logotipo de campaña de Truss

El 10 de julio de 2022, Truss anunció su intención de presentarse a las elecciones de liderazgo del Partido Conservador. Se comprometió a reducir los impuestos desde el primer día, y dijo que "lucharía en las elecciones como conservadora y gobernaría como conservadora", y agregó que también tomaría "medidas inmediatas para ayudar a las personas a lidiar con el costo de vida". Dijo que cancelaría un aumento planeado en el impuesto de sociedades y revertiría el reciente aumento en las tasas del Seguro Nacional, financiado al retrasar la fecha en la que se planea que disminuya la deuda nacional, como parte de un "plan a largo plazo para reducir el tamaño del Estado y la carga tributaria".
Su equipo dijo que sus principales influencias fueron Margaret Thatcher, Ronald Reagan y el exministro de Hacienda Nigel Lawson.
Cuenta con el apoyo del sector financiero y el inmobiliario y la mayoría de los medios de prensa escrita.
El 5 de septiembre de 2022, se anunció que ganó la elección interna del partido y se convirtió en la líder del partido.

## Primera ministra del Reino Unido

### Nombramiento

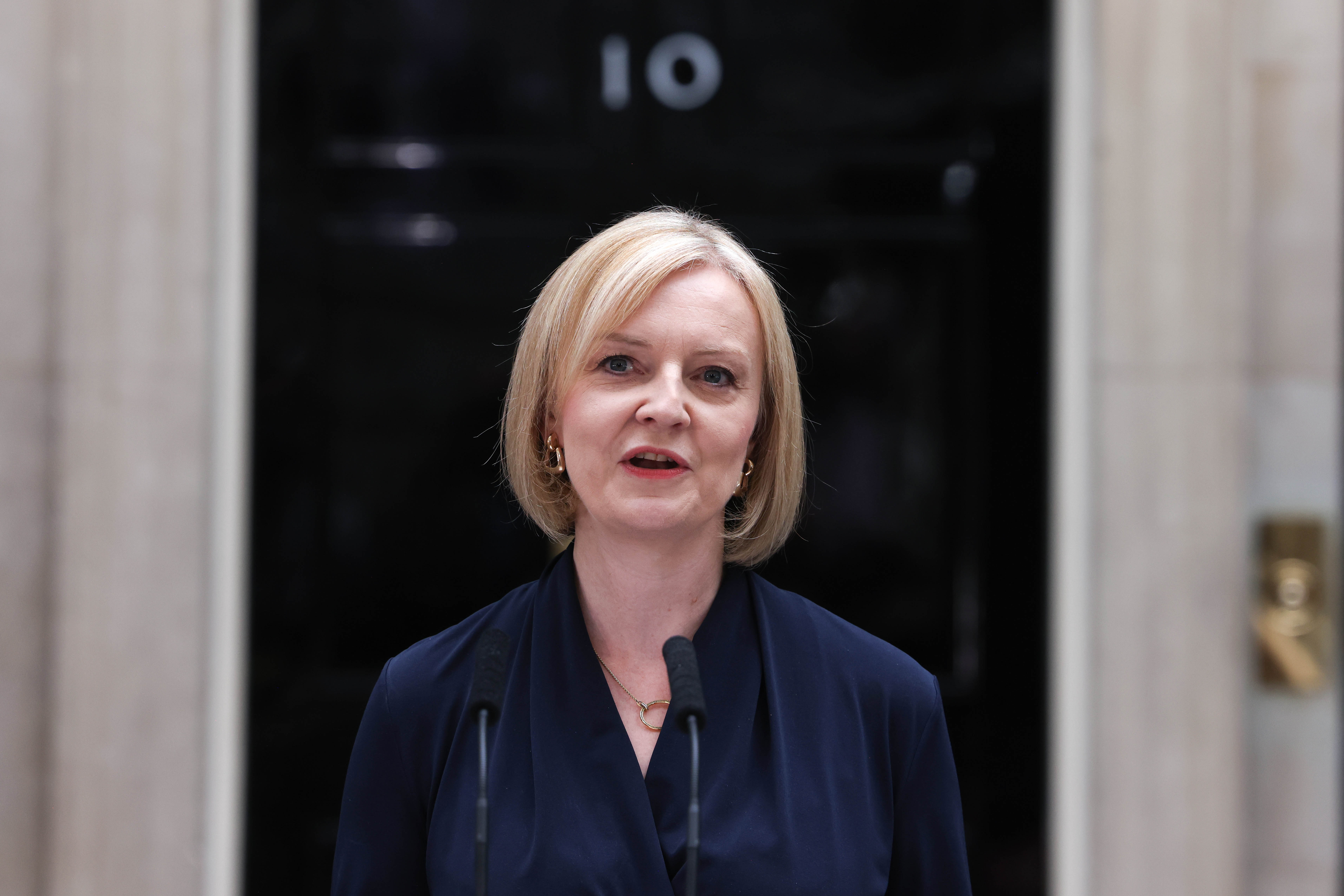
Truss llegando al 10 Downing Street después de su nombramiento como primera ministra.

Como nueva líder del Partido Conservador, el partido político más grande en el Parlamento, Truss fue recibida por la reina Isabel II, quien la nombró nueva primera ministra del Reino Unido. Debido al delicado estado de salud de la reina, recibió a Truss en el castillo de Balmoral en Escocia el 6 de septiembre de 2022, siendo la única vez que no recibió a un nuevo primer ministro en el Palacio de Buckingham durante su reinado.
El nombramiento de Truss fue el último acto oficial de la reina Isabel II, quien murió dos días después en el castillo de Balmoral, lo que convirtió a Truss en el primer jefe de gobierno británico desde Winston Churchill que no sirvió bajo el mando de Isabel II.

### Renuncia
Tras varias crisis ministeriales, y sobre todo por la grave crisis económica desatada por la energética, anunció la renuncia a su cargo como primera ministra el 20 de octubre del 2022, tras solo 44 días en Downing Street, siendo así, la persona en ejercer el cargo por menos tiempo. Esta es la primera renuncia de un primer ministro británico bajo el reinado de Carlos III del Reino Unido.

## Posiciones políticas
Truss es conocida por sus puntos de vista económicos libertarios y su apoyo al libre comercio. Fundó una coalición de parlamentarios a favor del libre mercado que abogan por una economía más empresarial y menos leyes laborales. En 2022 llamó a Arabia Saudita un "aliado", pero dijo que no estaba "tolerando" las políticas del país. Truss prometió "revisar" el traslado de la embajada británica en Israel de Tel Aviv a Jerusalén.
Truss fue descrita como una secretaria de Relaciones Exteriores de línea dura. Ha pedido a Gran Bretaña que reduzca la dependencia económica de China y Rusia y ha apoyado ciertas sanciones diplomáticas y económicas impuestas por el gobierno británico contra China, incluida la prohibición de que el embajador chino en Londres Zheng Zeguang ingrese al Parlamento, en respuesta al genocidio uigur del gobierno chino. Acusó a Rishi Sunak de "buscar relaciones económicas más estrechas" con China. Truss dijo que no iría a Taiwán si es elegida primera ministra.
Afirmó que el Reino Unido y Turquía son "aliados europeos clave de la OTAN" y pidió que se profundice la cooperación entre el Reino Unido y Turquía en "energía, defensa y seguridad". Truss dijo que continuaría apoyando a Chipre en sus "esfuerzos para la reunificación bajo el derecho internacional y para ayudar a encontrar una solución pacífica y duradera" al conflicto de Chipre entre grecochipriotas y separatistas turcochipriotas respaldados por Turquía.

### Brexit
Truss apoyó la permanencia del Reino Unido en la Unión Europea durante el referéndum de 2016 y dijo: "No quiero que mis hijas crezcan en un mundo donde necesitan una visa o un permiso para trabajar en Europa, o donde se les impide crecer un negocio debido a los costos exorbitantes de las llamadas y las barreras al comercio. Todos los padres quieren que sus hijos crezcan en un ambiente saludable con agua limpia, aire fresco y maravillas naturales prósperas. Ser parte de la UE ayuda a proteger estos valiosos recursos y espacios". Sin embargo, en 2017 dijo que si se realizaba otro referéndum, votaría por el Brexit y dijo: "Creía que habría problemas económicos masivos, pero no se han producido y también he visto las oportunidades". En las elecciones de liderazgo del Partido Conservador de 2022, Truss dijo sobre su apoyo a la permanencia: "me equivoqué y estoy preparada para admitir que me equivoqué". Agregó que "algunos de los presagios de la fatalidad no sucedieron y, en cambio, hemos desatado nuevas oportunidades" después del Brexit.

### Política exterior
Es un "halcón" en política exterior, abiertamente hostil a Rusia y China; quiere incluir a China en la lista de "amenazas oficiales" a la seguridad nacional británica y dice estar dispuesta a iniciar una guerra nuclear si es necesario. Cree que el Reino Unido debe cimentar su alianza con Estados Unidos y Australia antes que con otros países europeos. Así, se niega a decir si el presidente francés debe ser considerado un amigo o un enemigo. Llamó a Arabia Saudita un "socio" y un "aliado".

### Cuestiones sociales y culturales
Sobre la cultura, Truss ha dicho que el Partido Conservador debería "rechazar el juego de suma cero de la política de identidad, rechazamos el antiliberalismo de la cultura de la cancelación y rechazamos el fanatismo suave de las bajas expectativas que frena a tanta gente". También sugirió que Gran Bretaña no debería ignorar la historia del Imperio Británico, sino que debería abrazar la historia del país "con todas las verrugas" si quiere competir con estados hostiles.
Sobre los derechos LGBTQ+, Truss, según Reuters, votó a favor del matrimonio homosexual y nunca votó en contra de los derechos LGBTQ+, pero también se movió para limitar los derechos trans. Se pronunció en contra de la autoidentificación de género y afirmó que "los controles médicos son importantes". Dijo que estaba de acuerdo en que "solo las mujeres tienen cuello uterino". También afirmó que los departamentos gubernamentales deberían retirarse del plan de campeones de la diversidad de Stonewall. A pesar de que inicialmente apoyó que los servicios de un solo sexo estuvieran restringidos sobre la base del sexo biológico, más tarde dijo en febrero de 2022 que el Gobierno no estaba interesado en promulgar tal medida.

### Cuestiones económicas
Se opone a las ayudas directas en el ámbito social. Hostil a los sindicatos de trabajadores, propuso limitar el derecho de huelga. Liz Truss también propuso, antes de desistir, reducir los salarios de los funcionarios, excepto los que trabajan en las regiones de Londres y el sureste de Inglaterra, donde se concentran los hogares más acomodados y que suelen ser los más proclives a votar a los conservadores. En cuanto al medio ambiente, Liz Truss quiere acabar con los impuestos sobre la energía que financian proyectos de energías renovables y el aislamiento de las viviendas. Ha anunciado que quiere permitir la fracturación hidráulica y aumentar las perforaciones petrolíferas en el Mar del Norte.

### Política ambiental

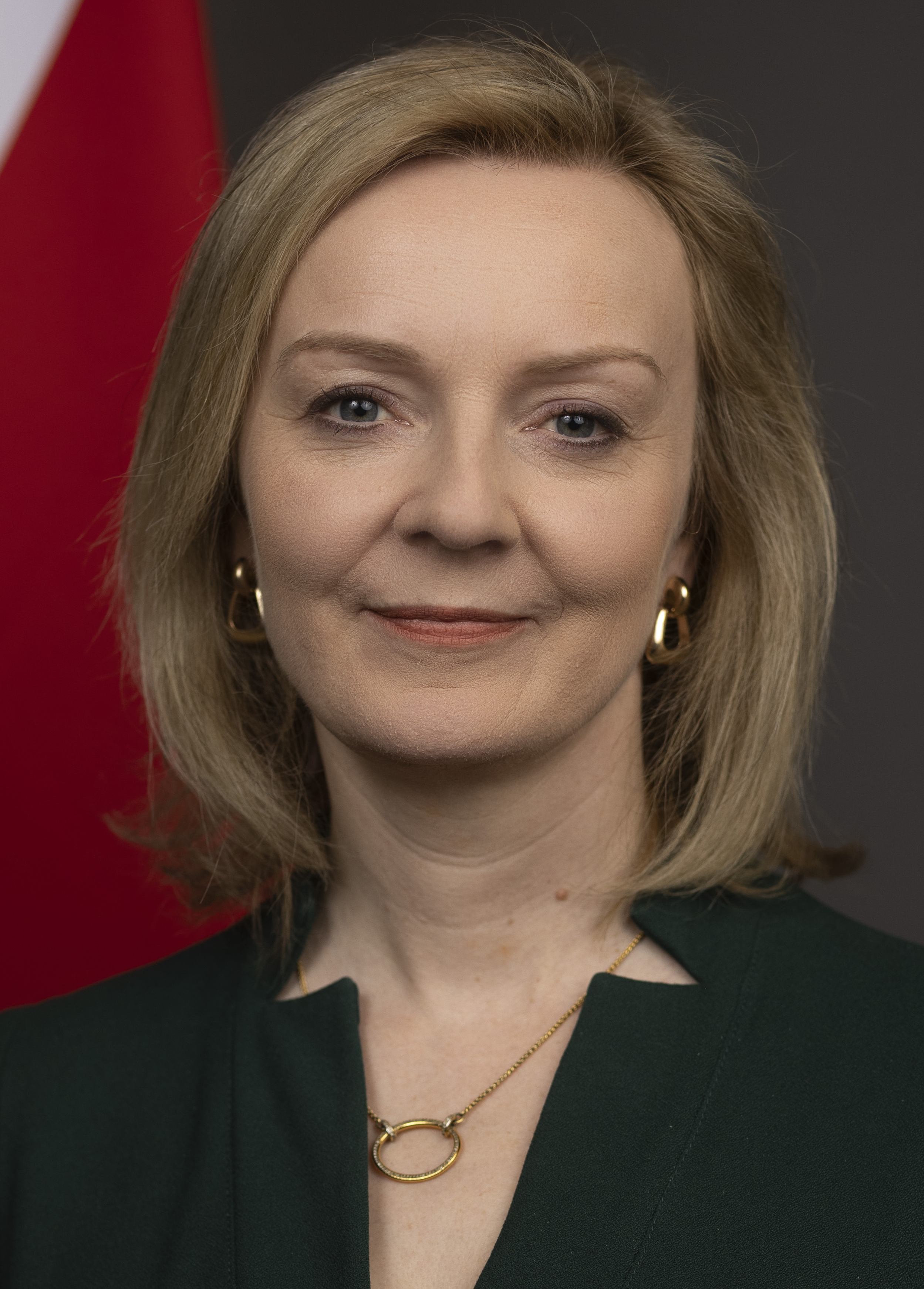
Retrato oficial como secretaria de Relaciones Exteriores, 2022

Como secretaria de Medio Ambiente, Truss promovió la protección de la población de abejas.
El 25 de julio de 2022, durante el primer debate cara a cara en la BBC, Truss dijo: "Yo era ecologista antes de que estuviera de moda. Yo era una ecoguerrera adolescente que luchaba contra el daño a la capa de ozono". También dijo que hay que "ahorrar nuestros recursos usando y desperdiciando menos, lo que ayudaría al medio ambiente" y destacó el desperdicio de alimentos como un problema importante en el Reino Unido.
Como se informó en The Daily Telegraph, Truss planea desechar una regla ambiental llamada requisito de "neutralidad de nutrientes". Esta norma "obliga a los promotores a detallar el impacto en términos de contaminación de sus propuestas sobre ríos y humedales" y es implementada por el organismo público no departamental Natural England. El apoyo del gobierno del Reino Unido a la neutralidad de nutrientes se describe en un documento de política de marzo de 2022 "Contaminación por nutrientes: reducción del impacto en los sitios protegidos".
Truss se ha comprometido a aprobar una serie de licencias de perforación de petróleo y gas en el Mar del Norte, con sus asesores hablando con empresas de energía sobre la producción del Mar del Norte, según lo confirmado por Offshore Energies UK. Se podrían emitir hasta 130 nuevas licencias de perforación, como parte de un plan a largo plazo para garantizar la seguridad energética británica. Las críticas del Dr. Doug Parr de Greenpeace dijeron que intensificar la perforación tendría poco efecto en las facturas de energía.
En 2022, Truss sugirió que pondría fin a la moratoria del gobierno del Reino Unido sobre el fracking, que ha estado vigente desde 2019, para permitirlo "en partes del país donde hay apoyo local". Truss ve el fracking como una forma de reducir la dependencia del Reino Unido de las fuentes de energía rusas. Mientras era secretaria de Medio Ambiente en 2015, la diputada del Partido Verde, Caroline Lucas, instó a Truss a disculparse con las comunidades que enfrentan el fracking por "retener" la evidencia de los riesgos para las áreas rurales.
Si bien no está en contra del uso de paneles solares, en 2022 Truss dijo: "Creo que una de las vistas más deprimentes cuando conduces por Inglaterra es ver campos que deberían estar llenos de cultivos o ganado, llenos de paneles solares". Ella ha propuesto que el uso de paneles solares se restrinja a los techos comerciales.
En una reunión en Exeter en agosto, Truss dijo que daría su apoyo a la construcción de pequeños reactores modulares y grandes instalaciones de energía nuclear. Mientras era secretaria de Relaciones Exteriores, Truss advirtió contra la participación china en la infraestructura británica, incluidas las centrales nucleares.
Un comunicado de prensa de Truss y del Ministerio de Relaciones Exteriores y de la Mancomunidad de Naciones, después de la cumbre COP26 en Glasgow, concluye: "El Reino Unido se compromete a apoyar empresas ecológicas viables... para ayudar a los países de todo el mundo a lograr un crecimiento y un desarrollo económico ecológicos y sostenibles". mientras que una declaración de Truss al final de una reunión de Ministros de Relaciones Exteriores y Desarrollo del G7 en diciembre de 2021 afirmó su: "compromiso de trabajar juntos para acelerar e intensificar la acción para mantener 1,5 grados al alcance antes de la COP27 el próximo año".

## Vida personal
En 2000, Truss se casó con Hugh O'Leary, un colega contable; la pareja tiene dos hijas. Desde 2004 hasta mediados de 2005, tuvo una relación extramatrimonial con el diputado casado Mark Field, a quien el Partido Conservador había designado como su mentor político. Sin embargo, siguió casada con O'Leary.

## Religión
En 2022, Truss dijo: "Comparto los valores de la fe cristiana y la Iglesia de Inglaterra, pero no soy una persona religiosa practicante habitual".